# Jupiter, Constanța
Jupiter este o localitate componentă a municipiului Mangalia din județul Constanța, Dobrogea, România.
Stațiune de mici dimensiuni, în apropierea lacului Tismana și a pădurii Comorova, Jupiter are o plajă lungă de aproximativ 1 km care o prelungește pe cea din stațiunea Neptun. Este fragmentată de numeroase golfulețe și diguri transversale care dau un aspect dantelat acestei porțiuni de litoral. Jupiter a fost deschisă la începutul anilor 1970. Stațiunea dispune de o bază de cazare de mare capacitate, majoritatea hotelurilor fiind de trei stele, amplasate perpendicular pe linia țărmului.
Ca și variante de agrement pentru adulți, în Jupiter există posibilitatea plimbării cu scuterul de mare sau cursuri de scufundări, iar pentru copii există o zonă de agrement, amenajată pe lacurile ce leagă Jupiter de Neptun, unde aceștia se pot plimba cu hidrobiciclete în formă de lebădă. Noaptea, amatorii de distracții pot petrece într-unul dintre cele două cluburi din stațiune, Mondy și Paradiso.